# Rivas (Nicaragua)
Rivas is een stad en gemeente in Nicaragua. Het is de hoofdstad van het departement Rivas. De stad ligt in het zuidwesten van het land tussen de Stille Oceaan en het Meer van Nicaragua aan de Panamerican. De gemeente telde 52.000 inwoners in 2015, waarvan ongeveer twee derde in urbaan gebied (área de residencia urbano) woont.

## Geografie
De gemeente ligt in het zuiden van het land op een hoogte van gemiddeld 57,8 m boven zeeniveau en grenst aan het Meer van Nicaragua. Het bevindt zich in het midden van het departement en grenst aan alle andere gemeente in het departement, met het de twee gemeenten op Ometepe over het meer. De stad Rivas ligt in het noorden van de gemeente dicht bij de kernen van Buenos Aires en San Jorge en grenst zelf niet aan het meer. De oppervlakte van de gemeente bedraagt 281 km² en met 52.200 inwoners in 2015 heeft het een bevolkingsdichtheid van 186 inwoners per vierkante kilometer.

### Aangrenzende gemeenten
| Aangrenzende gemeenten | Aangrenzende gemeenten | Aangrenzende gemeenten | Aangrenzende gemeenten | Aangrenzende gemeenten |
| ---------------------- | ---------------------- | ---------------------- | ---------------------- | ---------------------- |
| Belén                  |                        | Potosí                 |                        | Buenos Aires San Jorge |
|                        |                        |                        |                        |                        |
| Tola San Juan del Sur  | Moyogalpa Altagracia   |                        |                        |                        |
|                        |                        |                        |                        |                        |
|                        |                        | San Juan del Sur       |                        | Cárdenas               |

### Klimaat
Rivas heeft een tropisch savanneklimaat, een zogenaamd Aw-klimaat volgens Köppen, met een gemiddelde temperatuur rond de 27 °C. Jaarlijks valt er rond de 1400 mm aan neerslag en het droge seizoen duurt van december tot en met april.
| Maand                                   | jan  | feb  | mrt  | apr  | mei   | jun   | jul   | aug   | sep   | okt   | nov  | dec  | Jaar  |
| --------------------------------------- | ---- | ---- | ---- | ---- | ----- | ----- | ----- | ----- | ----- | ----- | ---- | ---- | ----- |
| Gemiddeld maximum (°C)                  | 28,7 | 26,6 | 30,9 | 31,8 | 31,7  | 30,0  | 29,5  | 29,8  | 29,8  | 29,5  | 29,1 | 28,7 | 29,7  |
| Gemiddelde temperatuur (°C)             | 25,5 | 26,0 | 27,0 | 26,4 | 27,7  | 26,7  | 26,4  | 26,6  | 26,2  | 26,3  | 26,1 | 25,6 | 26,4  |
| Gemiddeld minimum (°C)                  | 23,0 | 23,2 | 23,9 | 24,8 | 24,9  | 24,3  | 24,3  | 24,1  | 23,6  | 23,8  | 23,8 | 23,4 | 23,9  |
|                                         |      |      |      |      |       |       |       |       |       |       |      |      |       |
| Neerslag (mm)                           | 8,0  | 4,0  | 3,0  | 10,0 | 172,0 | 225,0 | 151,0 | 181,0 | 265,0 | 209,0 | 87,0 | 30,0 | 1.345 |
| Bron: Hong Kong Observatory (1961-1990) |      |      |      |      |       |       |       |       |       |       |      |      |       |

## Verkeer en vervoer
De grootste weg is de Pan-Amerikaanse snelweg, deze zorgt voor een verbinding met o.a. Nandaime en Jinotepe in het noorden en Costa Rica in het zuiden. Daarnaast zijn er ook wegen naar Tola, San Juan del Sur en San Jorge.
Het Nicaraguakanaal, een voorstel voor een waterweg tussen de Atlantische Oceaan en de Grote Oceaan, zou door Rivas moeten lopen.

## Geboren
- Violeta Barrios de Chamorro (1929-2025), presidente van Nicaragua (1990-1997)

## Stedenbanden
Rivas heeft stedenbanden met:
- Haarlem (Nederland)
- Offenbach am Main (Duitsland)[6]